# Jenna Fischer
Regina Marie "Jenna" Fischer (7 de março de 1974) é uma atriz norte-americana mais conhecida por sua interpretação de Pam Beesly na sitcom The Office, da NBC, pela qual foi indicada ao Emmy do Primetime de melhor atriz secundária numa série de comédia em 2007. Ela também foi produtora da temporada final do programa.
Desde então, Fischer apareceu em filmes como Blades of Glory (2007), Walk Hard: The Dewey Cox Story (2007), The Promotion (2008), Hall Pass (2011), The Giant Mechanical Man (2012), um filme dirigido por seu marido, Lee Kirk. Ela também apareceu como Rhonda McNeil na série de Comédia dramática da NBC You, Me and the Apocalypse. Fischer também estrelou a sitcom da ABC, Splitting Up Together (2018–2019).
O primeiro livro de Fischer, The Actor's Life: A Survival Guide, com uma introdução de Steve Carell, foi publicado em novembro de 2017.

## Vida
Fischer nasceu em Fort Wayne, Indiana, e foi criada em St. Louis, Missouri. Sua mãe, Anne (nascida Miller), é professora de história; seu pai, James E. Fischer, é engenheiro. Ela tem uma irmã mais nova, Emily, uma professora da terceira série. Ela se apresentou pela primeira vez aos seis anos de idade, quando participou de um workshop de atuação ministrado por sua mãe na Henry School em St. Louis, um workshop também assistido pelo ator Sean Gunn, com que ela cresceu.
Mais tarde, ela frequentou a Pierremont Elementary School em Manchester, Missouri, e a Nerinx Hall High School, uma escola católica particular só para meninas, em Webster Groves, Missouri. Ela possui um bacharelado em teatro, bem como um menor em jornalismo, pela Truman State University, onde originalmente se matriculou como pré-direito em história.

## Carreira

### Desenvolvimento de carreira
Enquanto cursava a faculdade na Truman State University em Missouri, Fischer se apresentou com um grupo itinerante do Murder Mystery Dinner Theatre.
Após sua mudança para Los Angeles em 1998, Fischer começou a se apresentar com a Commedia dell'arte com a Zoo Distric Theatre Company. Ela foi notada por um agente de talentos por causa de sua participação em uma adaptação para teatro musical do filme Nosferatu (1922) com a Zoo District Theatre Company. Isso a levou a assinar um contrato com aquele agente.
Fischer lutou para entrar no cinema e na televisão. Seu primeiro papel pago no cinema foi um vídeo de educação sexual para pacientes psiquiátricos após sua liberação do Ronald Reagan UCLA Medical Center.
Três anos se passaram desde o momento em que ela chegou à Califórnia até Fischer conseguir seu primeiro papel de palestrante na televisão. Ela desempenhou o papel de garçonete na sitcom de televisão Spin City em 2001.
Fischer apareceu em pequenos papéis em pequenos filmes independentes durante seu primeiros anos no Sul da Califórnia, incluindo Employee of the Month, Lucky 13 e The Specials.
Na televisão, ela se apresentou como convidada em programas como Cold Case, Miss Match, Off Centre, Six Feet Under, Strong Medicine, That '70s Show, Underclared e What I Like About You.

### LolliLove(2004)
Enquanto sua carreira no cinema no cinema decolava lentamente, Fischer resolveu o problema com as próprias mãos, escrevendo, dirigindo e estralando seu próprio documentário, LolliLove, seu único crédito de direção. O filme co-estrelou seu então marido James Gunn, bem como Linda Cardellini, Judy Greer, Lloyd Kaufman e Jason Segel. Ela começou a participar do The Artist's Way, um seminário autônomo sobre criatividade em formato de livro. "Ao fazer aquele livro, tive essa ideia ... Quando começamos, não era para ser um filme de verdade. Seria apenas um projeto de improvisação para James e eu nos divertirmos." Utilizando uma câmera que deu a Gunn como presente de casamento ela filmou entrevistas improvisadas preliminares com seus amigos em um falso documentário que mais tarde lhe traria fama em The Office. "Eu realmente sinto que foi uma intervenção divina que escolhi trabalhar neste meio por um ano", disse ela em uma entrevista. "Foi a supermelhor prática que eu poderia ter conseguido pela possibilidade de estar no programa."
LolliLove estreou no St. Louis International Film Festival, a cidade natal de Fischer e Gunn, em novembro de 2004, e também foi exibido no TromaDance Film Festival. Por seu papel no filme, Fischer recebeu o prêmio de ator emergente do Screen Actors Guild. Apesar da contribuição do filme para sua carreira, ela admitiu para uma revista de artes e entretenimento de St. Louis que a experiência a dissuadiu de qualquer direção futura:
A direção foi exaustiva e a escrita, dolorosa. Foi muito difícil dirigir e estrelar um filme. Também tínhamos uma equipe muito pequena, então fiz várias coisas que um diretor normal não precisa fazer, como fazer os adereços e servir o almoço. Eu estava simultaneamente entrando no personagem, repassando minhas falas, preparando a próxima cena, treinando um ator e fazendo um brainstorming com meu DP [diretor de fotografia]. Sou bom em multitarefa, mas isso foi demais para mim. Eu não poderia desfrutar de nenhuma parte da maneira que gostaria. Acho que vou continuar atuando.

### The Office (2005–2013) e longas-metragens

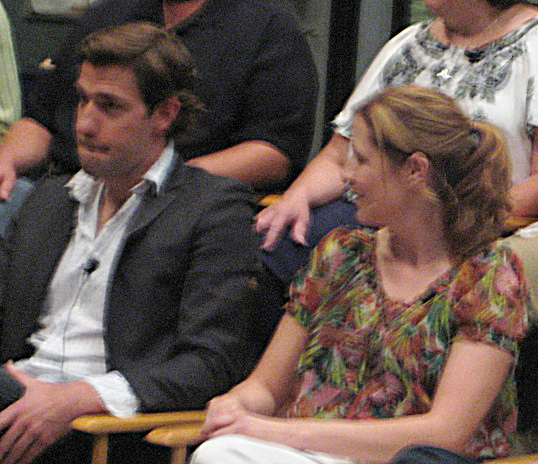
Fischer com John Krasinski, co-estreia de The Office em 2009

Em 2005, após uma sucessão de audições quase improvisadas, semelhantes à sua experiência no LolliLove, Fischer conseguiu o papel de Pam Beesly no que se tornaria o sucesso da NBC, The Office, baseado na série original da BBC. Antes de sua audição inicial, a diretora de elenco Allison Jones aconselhou Fischer: "Ouse me aborrecer." Fischer passou vários anos trabalhando como recepcionista e assistente administrativa em escritórios de Los Angeles, bem como sua contraparte na televisão, enquanto lutava para alcançar o sucesso e, portanto, sentiu que era adequada para o papel. "Estou tão ligada à jornada de Pam", disse ela à NPR em 2009. "Eu amo interpretar esse personagem muito, muito." Em 2007, ela recebeu uma indicação para o Primetime Emmy Award for Outstanding Supporting Actress in a Comedy Series.
Logo após a estreia de The Office, Fischer estava focado no sucesso do programa; em uma entrevista em abril de 2005 para o jornal de estudante de sua alma mater, ela disse: "Honestamente, seria ótimo interpretar Pam por muito, muito tempo ... Eu não tenho grandes aspirações reais de ser uma estrela de cinema. Eu adoraria estar em um programa de TV de sucesso de longa data. Você acaba desempenhando um papel decisivo." À medida que The Office se tornou um sucesso, a carreira de ator no cinema de Fischer se tornou mais estabelecida. Em 2006, ela co-estrelou o filme de seu então marido, Slither, e em 2007, ela filmou papéis coadjuvantes em The Brothers Solomon, Will Arnett e Will Forte, Blades of Glory, com Will Ferrell, Jon Heder, Amy Poehler e Will Arnett, e Walk Hard: The Dewey Cox Story, ao lado de John C. Reilly, com quem ela co-estrelou novamente em The Promotion, em 2008, também estrelado por Seann William Scott.
Em 2009, Fischer concluiu as filmagens dos filmes Solitary Man e do independente A Little Help, que estrou no verão de 2010 no Seattle International Film Festival. Também naquele verão, ela concluiu as filmagens da comédia dos irmãos Farrelly, Hall Pass, lançada em fevereiro de 2011.

### Outros trabalhos
Fischer apareceu no Bravo Celebrity Poker Showdown em 2006, participando do oitavo torneio do show, filmado em Nova Orleães, Luisiana, e jogando para a Catholic Charities' Tsunami Relief.
Em 2007, Fischer estrelou o videoclipe do single "Through Any Window" de Willie Wisely, dirigido pelo amigo de longa data John Cabrera; a oportunidade surgiu porque ela conhecia Wisely do trabalho que ele havia feito nas trilhas sonoras de LolliLove e Tromeo and Juliet, um dos filmes de seu marido.
Em dezembro do mesmo ano, durante a greve dos roteiristas dos Estados Unidos, Fischer apareceu na Sacred Fools Theater Company no episódio 25 de Darque Magick, uma peça em série escrita e dirigida por Jenelle Riley.
Em julho de 2009, Fischer jogou no campo esquerdo da National League no jogo Taco Bell All-Star Legends e Celebrity Softball como parte das festividades da MLB All-Star Week, realizado no Busch Stadium em St. Louis, Missouri, onde ela cresceu.
Em março de 2010, Fischer voltou à área para co-presidir um leilão anual da Nerinx Hall High School, sua alma mater. No evento, ela leiloou uma visita ao set de The Office e vários adereços autografados do show.
Em 2009, Fischer foi nomeada porta-voz oficial da Proactive Skincare Solutions e foi anunciada com a voz por trás do site da Wisconsin Milk Marketing Board Grilled Cheese Academy em 2010.
Fischer foi nomeada produtora da série em meados de agosto a outubro de 2010, da peça Sad Happy Sucker, aclamada pela crítica, escrita por seu marido Lee Kirk e dirigida pelo amigo Sean Gunn. A peça funcionou anteriormente como uma oficia de teatro de fevereiro e março de 2007.
Depois de terminar The Office, Fischer estrelou a peça Off-Broadway Reasons to Be Happy, escrita e dirigida por Neil LaBute, que foi exibida de maio a junho de 2013.
Fischer estrelou a estreia mundial da comédia Meteor Shower de Steve Martin no Old Globe Theatre em San Diego, Califórnia, de 30 de julho a 18 de setembro de 2016. Ela também trabalhou ao lado dos atores Greg Germann, Alexandra Henrikson e Josh Stamberg.
Em 11 de setembro de 2019, Fiscer anunciou via Twitter que ela e Angela Kinsey apresentarão um podecast semanal chamado Office Ladies. De acordo com seu anúncio, ela e Kinsey vão "assistir a um episódio de The Office e dar a vocês todas as histórias e detalhes dos bastidores ... bem como algumas brincadeiras de BFF sobre nossas vidas". O primeiro episódio de Office Ladies foi lançado em 16 de outubro de 2019. Os convidados do podcast incluíram os atores Rainn Wilson, John Krasinski e Oscar Nunez, e produtores/diretores Greg Daniels, Paul Feig e Ken Kwapis. Fischer e Kinsey continuaram a gravar o podcast durante a Pandemia de COVID-19, produzindo-o em suas próprias casas—gravando segmentos em seus armários (como eles comentaram durante os podcasts).
Em fevereiro de 2021, Fischer, junto com sua co-apresentadora do Office Ladies Podcast, Angela Kinsey, anunciou que lançaria um livro chamado The Office BFFs. O livro será sobre a amizade deles e o tempo no programa, com fotos e histórias.

## Vida pessoal
Depois que Fischer se mudou para Los Angeles, seu amigo de infância Sean Gunn a ajudou a conseguir um papel em um showcase e a apresentou a seu irmão, o roteirista James Gunn. Essa pequena parte em uma vitrine também levou Fischer a conseguir seu primeiro empresário. Fischer casou-se com James Gunn em 7 de outubro de 2000. Eles anunciaram sua separação em setembro de 2007, e se divorciaram em 2008. Em 2010, Fischer ajudou Gunn com a escalação de Rainn Wilson, seu co-estrela em The Office, no filme Super de Gunn.
O noivado com o roteirista Lee Kirk foi anunciado em junho de 2009, e eles se casaram em 3 de julho de 2010. Fischer e Kirk anunciaram sua gravidez de seu primeiro filho em maio de 2011; a gravidez coincidiu com a segunda gravidez de sua personagem em The Office na oitava temporada. Em setembro de 2011, Fischer deu à luz seu filho. Fischer deu à luz seu segundo filho, uma filha, em maio de 2014.
Fischer é apaixonada por resgate de animais e está envolvida com as organizações Kitten Rescue and Rescue Rover. Antes de The Office, ela trabalhou por três anos fazendo trabalho de resgate prático para as organizações. Ela cria gatos regularmente e foi anfitriã do Kitten Rescue's annual Fur Ball Gala em 2008, 2009 e 2010.
Em 17 de abril de 2018, Fischer foi convidada de um evento na DePauw University que foi interrompido por estudantes que protestavam contra as calúnias supostamente racistas, homofóbicas e anti-semitas encontradas no campus. Em resposta aos protestos, Fischer anunciou que doaria o dinheiro que recebeu de DePauw para a NAACP, a Liga Antidifamação e o The Trevor Project.

## Filmografia

### Filme
| Ano  | Titulo                                        | Função(ões)                      | Notas                        |
| ---- | --------------------------------------------- | -------------------------------- | ---------------------------- |
| 1998 | Channel 493                                   | Rane                             |                              |
| 1998 | Born Champion                                 | Wendy Miller                     |                              |
| 2002 | Les superficiales                             | Menina francesa mal-intencionada | Curta-metragem               |
| 2003 | Doggie Tails, Vol. 1: Lucky's First Sleepover | Kelsey                           | voz                          |
| 2003 | Melvin Goes to Dinner                         | Irmã/Anfitriã                    |                              |
| 2004 | Employee of the Month                         | Whisper                          |                              |
| 2004 | The Women                                     | Leslie                           | Curta-metragem               |
| 2004 | LolliLove                                     | Jenna Gunn                       | Também diretora/co-escritora |
| 2005 | The 40 Year-Old Virgin                        | Woman #1                         | Não creditado                |
| 2006 | Slither                                       | Shelby                           |                              |
| 2007 | Blades of Glory                               | Katie Van Waldenberg             |                              |
| 2007 | The Brothers Solomon                          | Michelle                         |                              |
| 2007 | Walk Hard: The Dewey Cox Story                | Darlene Madison                  |                              |
| 2008 | The Promotion                                 | Jen Stauber                      |                              |
| 2009 | Solitary Man                                  | Susan Porter                     |                              |
| 2010 | A Little Help                                 | Laura Pehlke                     |                              |
| 2011 | Hall Pass                                     | Maggie Mills                     |                              |
| 2012 | The Giant Mechanical Man                      | Janice                           |                              |
| 2013 | Are You Here                                  | Alli                             |                              |
| 2014 | Kiss Me                                       | Vera                             |                              |
| 2017 | Brad's Status                                 | Melanie Sloan                    |                              |
| 2018 | The 15:17 to Paris                            | Heidi Skarlatos                  |                              |

### Televisão
| Ano       | Titulo                     | Função(ões)           | Notas                                                         |
| --------- | -------------------------- | --------------------- | ------------------------------------------------------------- |
| 2001      | Undeclared                 | Betty / Sorority Girl | 2 espisódios                                                  |
| 2001      | Spin City                  | Garçonete             | Episódio: "A Shot in the Dark: Part 2"                        |
| 2002      | Off Centre                 | Melanie               | Episódio: "The Backup"                                        |
| 2002      | What I Like About You      | Kim                   | Episódio: "Copy That"                                         |
| 2003      | Strong Medicine            | Camille Freemont      | Episódio: "Maternal Mirrors"                                  |
| 2003      | Miss Match                 | Connie                | Episódio: "Kate in Ex-tasy"                                   |
| 2004      | Cold Case                  | Dottie (1943)         | Episódio: "Factory Girls"                                     |
| 2005      | That '70s Show             | Stacy Wanamaker       | Episódio: "Don't Lie to Me"                                   |
| 2005      | Six Feet Under             | Sharon Kinney         | 2 episódios                                                   |
| 2005–2013 | The Office                 | Pam Beesly            | Elenco principal; 188 episódios também produtora (2012–2013)  |
| 2012      | Dan Vs.                    | Amber (voz)           | Episódio: "Dan Vs. Anger Management"                          |
| 2014      | Comedy Bang! Bang!         | Herself               | Episódio: "Jenna Fischer Wears a Floral Blouse & Black Heels" |
| 2015      | Newsreaders                | Kelly Spears          | Episódio: "The FMK Killer; Newsreaders: Behind the Scenes"    |
| 2015      | You, Me and the Apocalypse | Rhonda MacNeil        | Elenco principal; 10 episódios Também produtora associada     |
| 2016      | The Mysteries of Laura     | Jennifer Lambert      | Papel recorrente; 3 episódios                                 |
| 2016      | The Grinder                | Kelly                 | Episódio: "Genesis"                                           |
| 2016      | Drunk History              | Katharine Wright      | Episódio: "Siblings"                                          |
| 2017      | The Guest Book             | Dr. Laurie Galiff     | Episódio: "Story Eight"                                       |
| 2018–2019 | Splitting Up Together      | Lena                  | Elenco principal                                              |

## Prêmios e Indicações
| Ano  | Associação                            | Categoria                                                  | Trabalho nomeado | Resultado |
| ---- | ------------------------------------- | ---------------------------------------------------------- | ---------------- | --------- |
| 2004 | St. Louis International Film Festival | Screen Actors Guild Emerging Actor Award                   | LolliLove        | Venceu    |
| 2005 | TromaDance Film Festival              | Independent Soul Award (como diretor)                      | LolliLove        | Venceu    |
| 2007 | Primetime Emmy Award                  | Melhor atriz coadjuvante em uma série de comédia           | The Office       | Indicado  |
| 2007 | Screen Actors Guild Awards            | Desempenho notável por um conjunto em uma série de comédia | The Office       | Venceu    |
| 2008 | Screen Actors Guild Awards            | Desempenho notável por um conjunto em uma série de comédia | The Office       | Venceu    |
| 2009 | Teen Choice Award                     | Atriz de TV escolhida - Comédia                            | The Office       | Indicado  |
| 2009 | Screen Actors Guild Awards            | Desempenho notável por um conjunto em uma série de comédia | The Office       | Indicado  |
| 2010 | Screen Actors Guild Awards            | Desempenho notável por um conjunto em uma série de comédia | The Office       | Indicado  |
| 2010 | St. Louis International Film Festival | Realização notável no cinema                               | —                | Venceu    |
| 2011 | Screen Actors Guild Awards            | Desempenho notável por um conjunto em uma série de comédia | The Office       | Indicado  |
| 2012 | Screen Actors Guild Awards            | Desempenho notável por um conjunto em uma série de comédia | The Office       | Indicado  |
| 2013 | Screen Actors Guild Awards            | Desempenho notável por um conjunto em uma série de comédia | The Office       | Indicado  |
| 2020 | Shorty Awards                         | Melhor Podcaster (com Angela Kinsey)                       | Office Ladies    | Indicado  |